# Bjørn Guddal Hansen
Bjørn Guddal Hansen (ur. 25 czerwca 1980 w Drammen) – norweski żużlowiec, występujący również na długim torze i na trawie.

## Życiorys
Wielokrotny reprezentant Norwegii w eliminacjach indywidualnych mistrzostw świata (m.in. dwukrotny uczestnik finałów skandynawskich: 2000 – XVI miejsce i 2001 – XI miejsce). Finalista indywidualnych mistrzostw Europy juniorów (Gniezno 1999 – VII miejsce), indywidualnych mistrzostw świata juniorów (Peterborough 2001 – XIII miejsce) oraz indywidualnych mistrzostw Europy na torze trawiastym (Berghaupten 2009 – XII miejsce).
Srebrny (2003) oraz dwukrotnie brązowy medalista (1999, 2002) indywidualnych mistrzostw Norwegii. Złoty (2012) oraz czterokrotnie srebrny medalista (2002, 2008–2010) indywidualnych mistrzostw Norwegii na długim torze. Trzykrotnie złoty (1999–2000, 2009), srebrny (2001) oraz brązowy medalista (2003) drużynowych mistrzostw Norwegii.
Startował w ligach norweskiej, niemieckiej, szwedzkiej (w barwach klubu Valsarna Hagfors – mistrzostwo w 1998 i 1999 roku) oraz angielskiej (w barwach klubów King's Lynn Stars i Hull Vikings). W lidze polskiej nie startował.

## Przynależność klubowa
Norwegia
- NMK Kristiansand (1998)
- NMK Drammen (1999)
- NMK Oslo (2000–2001)
- NMK Oslo (2003)
- NMK Drammen (2006–2012)

Szwecja
- Valsarna Hagfors (1998–1999)
- Valsarna Hagfors (2001–2002)

Wielka Brytania
- King's Lynn Stars (2002)
- Hull Vikings (2003)

Niemcy
- MSC Olching (2003)